# Johnny Winter And
| Recensione       | Giudizio        |
| ---------------- | --------------- |
| AllMusic         | [ 1 ]           |
| Robert Christgau | B+              |
| Sputnikmusic     | 3.8 (Excellent) |

Johnny Winter And è un album di Johnny Winter, pubblicato dalla Columbia Records nel settembre del 1970.
Piazzamento dell'album nella classifica statunitense The Billboard 200: #154 (3 ottobre 1970).

## Tracce
Lato A
1. Guess I'll Go Away – 3:26 (Johnny Winter)
2. Ain't That a Kindness – 3:26 (Mark Klingman)
3. No Time to Live – 4:34 (Jim Capaldi, Stevie Winwood)
4. Rock and Roll Hootchie Koo – 3:29 (Rick Derringer)
5. Am I Here? – 3:23 (Randy Z (Randy Zehringer))
6. Look Up – 3:32 (Rick Derringer, Robyn Supraner)

Lato B
1. Prodigal Son – 4:15 (Johnny Winter)
2. On the Limb – 3:34 (Rick Derringer)
3. Let the Music Play – 3:12 (Allan Nicholls, Otis Stephens)
4. Nothing Left – 3:29 (Johnny Winter)
5. Funky Music – 4:54 (Rick Derringer)

## Musicisti
- Johnny Winter - voce, chitarra
- Rick Derringer (Richard Zehringer) - voce, chitarra
- Randy Jo Hobbs - voce, basso
- Randy Z (Randy Zehringer) - batteria

Note aggiuntive
- Johnny Winter e Rick Derringer - produttori
- Roy Segal e Edgar Winter - assistenti alla produzione
- Registrato il 9 giugno 1970 a New York, New York, Stati Uniti
- Roy Segal - ingegnere delle registrazioni
- Norman Seef - fotografie
- Lloyd Ziff - design album